# Didàctica de la llengua
La didàctica de la llengua se situa en un espai central entre les ciències de l'educació (pedagogia, psicologia, didàctica general) i les ciències del llenguatge. Inclou a la didàctica de l'escriptura i de la lectura.
El plantejament principal de la didàctica de la llengua és trobar la manera de convertir els sabers savis, propis de les disciplines centrades en l'objecte de coneixement, en sabers "ensenyables" a uns aprenents particulars situats en un context particular. D'aquesta transformació, el didacta francès Yves Chevallard en va dir transposició didàctica.
La principal acció que ha d'emprendre qualsevol didacta, i per extensió qualsevol professional de l'educació que actuï didàcticament, és preguntar-se quina situació d'aprenentatge crearà per aconseguir que els seus alumnes s'apropiïn del concepte, procediment o actitud que tingui per objectiu assolir. En aquesta situació, un dels factors que hi intervindran de forma decisiva és la reformulació del contingut original en un que sigui assumible pels aprenents.
En el cas de la didàctica de la llengua, tot allò que estigui relacionat amb l'anàlisi, la reflexió i l'ús del sistema lingüístic pot ser tractat i investigat. Com a disciplina de recerca, la didàctica no pot deixar de banda en cap moment la realitat de les aules. La descripció i les propostes de millora dels processos d'ensenyament i aprenentatge han d'estar ancorats en contextos específics.

## Funció
La funció principal de la didàctica, en general, i de la didàctica de la llengua, en particular, és la transformació positiva i efectiva de les pràctiques d'ensenyament i aprenentatge de la matèria.
Aquesta voluntat d'acció és innerent a la disciplina i implica que qualsevol recerca o aportació científica no pot exhaurir-se en una simple aportació de saber, sinó que ha de tenir prevista una capacitat de mobilització dels agents que intervenen en la pràctica educativa a fi de fer-la més eficient.

## Línies de recerca
Tot i tractar-se d'una disciplina aparentment jove, actualment trobem moltes línies de recerca, centrades cada cop més en la millora de l'ús de la llengua. En podrien ser uns exemples:
a) La comprensió lectora, els processos que hi intervenen, les dificultats que sorgeixen i les possibles accions compensatòries.
b) La didàctica del text escrit. Centrat en els anys 90 en l'ensenyament del procés d'escriptura individual, actualment s'interessa molt per la revisió i la densificació progressiva dels productes dels alumnes.
c) La integració dels coneixements estrictament lingüístics (gramàtica, ortografia, lèxic…) en les seqüències d'aprenentatge, incloent-hi l'adquisició del vocabulari i de la competència metalingüística.
d) L'estructura pròpia de les seqüències d'aprenentatge i la seva adequació per assolir l'aprenentatge significatiu.
e) L'aprenentatge en contextos multilingües i multiculturals.
f) La integració de la llengua oral a les pràctiques de l'escola.
g) L'avaluació de la competència en lectoescriptura.
h) La didàctica sobre les llengües segones
D'altra banda, cal no oblidar els avenços produïts per la didàctica de la literatura, que en molts casos han anat de bracet.

## Alguns didactes catalans fonamentals
(per ordre alfabètic)
- Consol Aguilar
- Joan Busquets
- Anna Camps
- Daniel Cassany
- Montserrat Ferrer
- Antonio Mendoza
- Marta Milián
- Vicenç Pagès
- Joan Perera
- Teresa Ribas
- Isabel Solé
- Montserrat Vilà